# هوبره هوگلین
هوبره هوگلین (نام علمی: Neotis heuglinii) نام یک گونه از سرده هوبره‌های نو است.